# Войсил
Войси́л (болг. Войсил) — село в Пловдивській області Болгарії. Входить до складу общини Мариця.

## Населення
За даними перепису населення 2011 року у селі проживали 1068 осіб.
Національний склад населення села:
| Національність   | Кількість осіб | Відсоток |
| ---------------- | -------------- | -------- |
| болгари          | 775            | 80,1%    |
| цигани           | 97             | 10,0%    |
| турки            | 86             | 8,9%     |
| Всього відповіли | 967            |          |

Розподіл населення за віком у 2011 році:
Динаміка населення: